# Doctor Who and the Silurians
Doctor Who and the Silurians (bra: Doctor Who e os Silurians), também conhecido simplesmente como The Silurians, é o segundo serial da sétima temporada clássica da série de ficção científica britânica Doctor Who, que foi transmitido originalmente na BBC1 em sete partes semanais entre 31 de janeiro e 14 de março de 1970. Foi escrito por Malcolm Hulke e dirigido por Timothy Combe.
A história é ambientada em uma charneca inglesa, no sistema de cavernas abaixo dela e em Londres, onde o viajante do tempo alienígena conhecido como o Terceiro Doutor (Jon Pertwee) tenta intermediar a paz entre a humanidade e os silurianos, uma raça bípede inteligente de reptilianos que governava a Terra antes dos humanos, enquanto um usurpador xenófobo siluriano, junto com soldados humanos, tenta impedi-lo.
A história é a primeira aparição dos silurianos, baseada na hipótese Siluriano na ciência.

## Enredo
Um centro experimental de pesquisa de energia nuclear em algumas cavernas sob uma charneca está experimentando drenos de energia misteriosos e colapsos mentais entre os funcionários. O Terceiro Doutor e Liz Shaw encontram o Brigadeiro Lethbridge-Stewart investigando o lugar. Um trabalhador que estava espiando nas cavernas é encontrado morto com marcas de garras gigantes em seu corpo, e seu companheiro ficou traumatizado. Lawrence, o diretor, se ressente da presença da UNIT e sente que isso interferirá no funcionamento do centro. O major Baker, chefe de segurança, acredita que há um sabotador no local, e o Doutor descobre que os registros da operação do reator nuclear foram adulterados. Quando o Doutor vai para as cavernas, ele é atacado por uma criatura semelhante a um dinossauro antes de ser chamado por um estranho som de assobio.
O Doutor analisa o sangue de uma criatura do tamanho de um homem que o major Baker atirou e encontra semelhanças com "répteis superiores". Enquanto isso, a criatura vai para a charneca na superfície e se esconde em um celeiro. Quinn entra em uma base oculta nas cavernas, onde exige o conhecimento que lhe foi prometido. Dizem a ele que primeiro ele precisa ajudar a criatura ferida e recebe um dispositivo de sinal que emite o som ouvido anteriormente.
A criatura ataca um fazendeiro e sua esposa quando a descobrem no celeiro. O homem morre, mas a esposa sobrevive e identifica o agressor. Enquanto investiga o celeiro, Liz é deixada inconsciente pela mesma criatura e foge. O Brigadeiro e o Doutor seguem os rastros do monstro e descobrem que terminam em marcas de pneus. Invadindo o escritório de Quinn, o Doutor encontra um globo que descreve os continentes da Terra como eram há 200 milhões de anos, juntamente com notas sobre o período Siluriano da história da Terra.
Quinn é encontrado morto. O Doutor recupera o dispositivo de sinal do corpo e é surpreendido pela criatura ferida, um siluriano. O Doutor tenta conversar, mas ela foge. Baker é capturado e interrogado pelos silurianos sobre a força dos humanos. O Doutor e Liz seguem a rota de Baker e abrem a entrada da base siluriana com o dispositivo de sinalização, onde o encontram em uma jaula trancada. Eles testemunham um siluriano sendo tirado da hibernação por uma máquina, explicando os drenos de energia que o reator está enfrentando.
Masters, o subsecretário permanente encarregado do centro, chega. O Doutor conta a eles sobre os silurianos nas cavernas, pedindo contato pacífico. No entanto, isso é ignorado quando o assistente de Quinn revela que este foi morto pelo siluriano que o mantinha em cativeiro. O Doutor tenta avisar os silurianos, mas eles o colocam em uma jaula. O siluriano mais velho conta ao Doutor como sua raça se retirou para o subsolo quando viu a Lua se aproximando da Terra há milhões de anos. O mecanismo de hibernação não funcionou e eles não reviveram até que uma nova fonte de energia fosse descoberta. Um siluriano jovem ordena que Baker seja infectado por bactérias antes de ser libertado. Um siluriano mais velho libera o Doutor, dando-lhe um recipiente de bactérias para que ele possa descobrir uma cura. O siluriano jovem usurpa e mata o mais velho por esse ato, tornando-se o novo líder. O Doutor chega ao centro e avisa a todos para ficarem longe de Baker, que entra em colapso com a infecção. Masters decide retornar a Londres, sem saber que ele foi infectado. Baker é levado para um hospital local e morre.
O Doutor começa a trabalhar na cura. Masters chega a Londres, frustando os grupos de busca que o procuram. A bactéria se espalha e as mortes começam. O Doutor encontra uma cura, mas os silurianos atacam o centro e o sequestram. Liz descobre a fórmula para a cura, que logo é produzida e distribuída em massa. Os silurianos pretendem forçar o Doutor a usar o reator para fornecer energia a uma arma para destruir o cinturão de Van Allen e tornar o ambiente da Terra hostil à humanidade.
O Doutor sobrecarrega o reator e diz ao siluriano jovem que a área será irradiada por pelo menos 25 anos. Os silurianos reentram nas cavernas para hibernar até que o perigo tenha passado. Como o mecanismo está com defeito, por isso o siluriano jovem permanecerá acordado para operá-lo e sacrificar sua vida. O Doutor e Liz consertam o reator. O siluriano jovem percebe que ele foi enganado em enviar sua raça de volta à hibernação. Ele ataca o Doutor, mas é baleado pelo Brigadeiro.
Mais tarde, o Doutor diz a Liz que ele propõe reviver os silurianos e tentar alcançar um compromisso pacífico entre eles e a humanidade. No entanto, o Brigadeiro dá outras ordens e a base siluriana é explodida. O Doutor fica horrorizado com o ato genocida, mas Liz sugere que o Brigadeiro estava agindo sob ordens de seus superiores.

## Produção
Após a história anterior, os produtores Derrick Sherwin e Peter Bryant (que originalmente teriam o crédito de produtores nessa história) foram transferidos para a série de televisão Paul Temple, e a BBC pretendia que Barry Letts se tornasse produtor. No entanto, Letts estava comprometido com outra produção e não pôde ser liberado antes da produção de Silurians ser concluída. O editor de roteiro Terrance Dicks e seu assistente Trevor Ray compartilharam as responsabilidades de produção para o trabalho em locação.
A música incidental foi composta por Carey Blyton, que também contribuiria com a música para Death to the Daleks (1974) e Revenge of the Cybermen (1975).
Doctor Who and the Silurians é a primeira a ser gravada usando câmeras de estúdio em cores. O serial anterior, Spearhead from Space, foi o primeiro a ser gravado em cores, mas foi filmada inteiramente em locações e em filme (em oposição à fita de vídeo, o método padrão para gravar Doctor Who). Devido à mudança para cores, a equipe de produção fez uso de uma técnica conhecida como sobreposição de separação de cores (CSO ou chroma key), que permitia a sobreposição de imagens entre si usando a separação de cores. Isso foi usado extensivamente na série por muitos anos.
As filmagens em locação ocorreram na estação Marylebone, em Londres, em 12 de novembro de 1969, mas depois que as fitas foram danificadas, as cenas foram refilmadas em 24 de novembro, depois que o restante do serial ser finalizado. Outro trabalho de locação foi realizado em Surrey, com as cenas da charneca filmadas em Hankley Common.

### Títulos alternativos
Foi a única vez que o nome "Doctor Who" foi usado no título de um serial na televisão (embora o episódio 5 de The Chase tenha sido intitulado "The Death of Doctor Who" e no final de The Gunfighters, quando a legenda dizia "Semana que vem Doctor Who and the Savages"). Embora fosse comum na documentação da produção prefixar "Doctor Who and..." aos títulos de histórias da época, o prefixo era geralmente removido quando o diretor dirigia a criação de títulos ao departamento de histórias. No entanto, isso não foi feito para esta história em particular.
As razões pelas quais isso aconteceu não são totalmente claras. O diretor Timothy Combe disse que lhe deram uma história intitulada Doctor Who and the Silurians e que sempre foi planejado que o serial saísse com esse nome. No entanto, como aponta Andrew Pixley, historiador de Doctor Who, esse foi o primeiro serial de Combe como diretor, e não havia nenhum produtor no momento. Além disso, os roteiros de ensaio simplesmente tinham The Silurians como título. Pixley teoriza que Combo não tinha ideia da prática padrão de produção e ordenou ao departamento de rótulos que lhe desse o título "correto", como acreditava que deveria ser então.
Em todo caso, os documentos de produção a partir deste ponto deixaram de adicionar o prefixo, talvez como uma medida para impedir que o "erro" acontecesse novamente.

## Transmissão e recepção
| Episódio | Título       | Duração | Exibição original       | Audiência no Reino Unido (milhões) | Arquivo                     |
| -------- | ------------ | ------- | ----------------------- | ---------------------------------- | --------------------------- |
| 1        | "Episódio 1" | 24:15   | 31 de janeiro de 1970   | 8,8                                | Restauração de cores PAL D3 |
| 2        | "Episódio 2" | 23:08   | 7 de fevereiro de 1970  | 7,3                                | Restauração de cores PAL D3 |
| 3        | "Episódio 3" | 23:16   | 14 de fevereiro de 1970 | 7,5                                | Restauração de cores PAL D3 |
| 4        | "Episódio 4" | 25:00   | 21 de fevereiro de 1970 | 8,2                                | Restauração de cores PAL D3 |
| 5        | "Episódio 5" | 23:58   | 28 de fevereiro de 1970 | 7,5                                | Restauração de cores PAL D3 |
| 6        | "Episódio 6" | 24:15   | 7 de março de 1970      | 7,2                                | Restauração de cores PAL D3 |
| 7        | "Episódio 7" | 22:55   | 14 de março de 1970     | 7,5                                | Restauração de cores PAL D3 |

Os episódios restaurados foram repetidos na BBC2 nas noites de terça-feira entre de 7 de dezembro de 1999 a 25 de janeiro de 2000, com um intervalo de duas semanas entre os episódios três e quatro. O episódio seis foi transferido para quinta-feira, 20 de janeiro.
Mark Braxton, da Radio Times, escreveu que a história estava "além da qualidade", especialmente nas cenas ao ar livre, e que a história era "firme" e "provocativa" com "grandes atores". Ele elogiou o design e a dublagem dos silurianos, mas achou que seu guarda-roupa emborrachado os fazia parecer "burros" na tela. Braxton também ficou desapontado com outras "falhas" na produção, como a "caverna de baixo orçamento", o dinossauro e o "tema de gaita de foles eletro dos silurianos de Carey Blyton". O revisor do The A.V. Club, Christopher Bahn, escreveu que o serial "mantém um ritmo enérgico graças ao bom roteiro de Malcolm Hulke". Como Braxton, ele também achava que a história "não se sai bem com os trajes silurianos, o que é terrível mesmo para a média televisiva de baixo orçamento da década de 1970"."
John Sinnott, do DVD Talk, observou que algumas partes eram "um pouco lentas" devido ao tamanho, mas era uma história "madura" em que Pertwee definiu seu Doutor. No entanto, Sinnot achava que Caroline John ainda estava tentando encontrar o tom de sua personagem e não tinha muita química com Pertwee. Den of Geek fez uma crítica positiva de Doctor Who and the Silurians, escrevendo que "a produção é prejudicada apenas por seu número excessivo de episódios em comparação com a história que tinha para contar ... e uma pontuação 'medieval' muitas vezes assustadora do experimentalista Carey Blyton". Em 2010, Charlie Jane Anders do website io9 listou o cliffhanger do episódio seis como um dos melhores de Doctor Who. Anders listou o serial como um bom exemplo dos primeiros anos de Pertwee, chamando-a de "bastante fantástico" com inimigos que "não são apenas bandidos unidimensionais" e o comprimento "justificado de alguma forma por uma subtrama angustiante em que uma praga começa matar pessoas por toda Londres".

## Lançamentos comerciais

### Na impressão
Um romance deste serial, escrita por Malcolm Hulke, foi publicada pela Target Books em janeiro de 1974 sob o título Doctor Who and the Cave Monsters. Nesta adaptação, os silurianos receberam nomes como Morka, Okdel e K'to. A romantização fornece amplo conhecimento da cultura reptiliana, incluindo um prólogo com o início da hibernação. Grande parte do romance é contado do ponto de vista dos répteis e há uma extensa história de fundo dada a vários personagens, incluindo Quinn e Major Baker (chamado Barker no livro). O romance evita se referir aos répteis como silurianos (a palavra aparece como uma senha da UNIT), mas identifica o dinossauro nas cavernas como um tiranossauro rex. O romance também foi traduzido para holandês, finlandês, japonês e português. Em Portugal, o livro foi traduzido por Conceição Jardim e Eduardo Lúcio Nogueira e publicado pela Editorial Presença em 1983,  com o título Doutor Who e os Monstros das Cavernas. Uma leitura completa pela atriz Caroline John foi lançada em CD em setembro de 2007 pela BBC Audiobooks.

### Home media
As fitas de vídeo PAL originais de 625 linhas foram apagadas pela BBC para reutilização, embora tenham retido gravações de filmes de 16mm preto e branco. Em 1993, o sinal colorido de uma versão NTSC de 525 linhas de todos os sete episódios (exceto parte do início do episódio 4) foi usado, juntamente com técnicas de colorização, para colorir as fitas para o lançamento em VHS, que aconteceu em julho aquele ano. Em outubro de 2006, a trilha sonora original da história foi lançada em CD como parte do set 'Monsters on Earth', junto com The Sea Devils e Warriors of the Deep, com narração de Caroline John. O CD foi reeditado individualmente em janeiro de 2008.
Em 14 de janeiro de 2008, uma nova restauração da história foi lançada em DVD como parte do box chamado "Beneath the Surface", incluindo também The Sea Devils e Warriors of the Deep. A história foi lançada em DVD novamente em 2013, incluído em um box com "The Hungry Earth" e "Cold Blood" episódios de 2010).
Em 2016, a história foi lançada em DVD no Brasil pela Paris Filmes, na sua versão original legendada, como parte de A Coleção dos Monstros - Os Silurians.